# Metaxaglaea viatica
Metaxaglaea viatica là một loài bướm đêm trong họ Noctuidae.